# Ignacio Manzoni
Pour les articles homonymes, voir Manzoni.

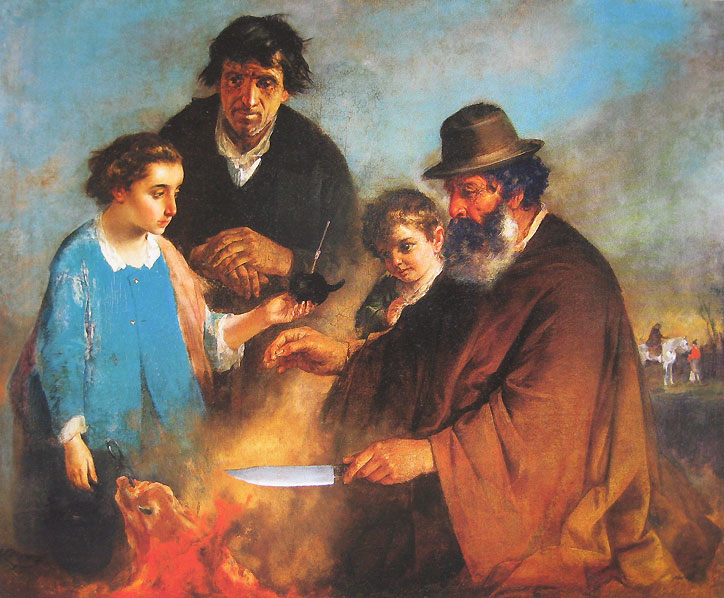
El asado, tableau d’Ignacio Manzoni (1888) dans lequel on observe un gaucho partageant l’asado, ainsi qu'une jeune fille lui donnant un maté. Tableau nommé à l'origine Gaucho porteño en actitud de enseñar a un extranjero el modo peculiar que tiene de cortar el asado.

Ignacio Manzoni ou Ignazio Manzoni, né entre 1797 et 1802 à Milan en Lombardie en Italie, et mort entre 1880 et 1888 à Milan ou Clusone, est un peintre italien installé à Buenos Aires pendant un certain temps, bénéficiant finalement d'un grand succès pour ses peintures. Son travail regorge de thèmes religieux et historiques, de paysages, de portraits et de natures mortes, et ses peintures sont actuellement exposées dans les principaux musées d'Argentine. 

## Biographie

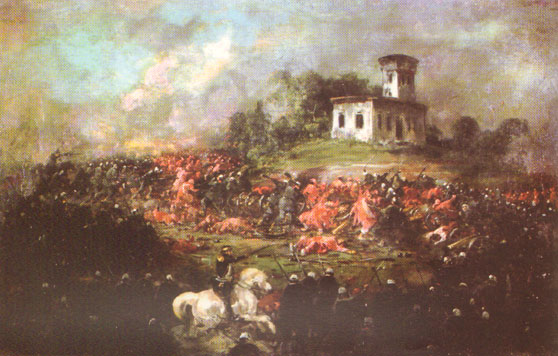
La bataille de Pavón, qui a lieu en 1861.

Ignacio Manzoni naît en 1797,, 1799 ou 1802 à Milan en Lombardie.
Il étudie la peinture à l'Académie de Brera à Milan. Il combat contre les autrichiens en 1848 et après la défaite est contraint de s'exiler en Suisse, mais peut ensuite retourner à Milan, grâce à une amnistie.
La raison de son départ d'Italie aurait été l'amour qu'il avait pour une duchesse romaine qui, bien que correspondant à son amour, ne pouvait être séparée de son mari, le forçant à s'exiler volontairement, bien qu'il soit retourné en Italie à plusieurs reprises pour la voir au moins de loin.
Il s'installe en Argentine en 1851. Il est déjà un maître consacré lorsqu'il arrive à Buenos Aires.
Ses natures mortes sont d'abord accueillies froidement par le public porteño. En tout cas, il décide de rester parmi eux, en faisant des voyages permanents autour du monde (États-Unis, Europe, Pérou et Chili).
Ce n'est qu'en 1857 qu'il s'installe à Buenos Aires, où il est très bien accueilli et apprécié pour ses portraits, ses thèmes traditionnels, religieux et anecdotiques. Il se consacre également à l'enseignement privé, formant des disciples dont José María Gutiérrez.
En 1862, il y a une grande rivalité avec un peintre italien bien connu à Buenos Aires : Baldassare Verazzi défie publiquement Ignacio Manzoni par voie de presse de présenter ses diplômes. Quelques jours plus tard, El Nacional défend Verazzi, qualifiant Ignacio Manzoni de peintre quelconque, créditant le premier d'artiste le plus complet étant venu à Río de la Plata. D'autres médias ont cependant pris la défense de Manzoni.
Avec la peinture à l'huile El asado, Ignacio Manzoni remporte le premier prix de peinture à la Première Exposition Nationale, tenue à Cordoue (1871), à la demande du Président Domingo Faustino Sarmiento. Le tableau était à l'origine nommé Gaucho porteño en actitud de enseñar a un extranjero el modo peculiar que tiene de cortar el asado.
Il meurt en 1880 à Milan, 1884 ou 1888,,, à Clusone.